# Преображение (Тверская область)
 Преображенье  — деревня в Максатихинском районе Тверской области. Входит в состав Рыбинского сельского поселения.

## География
Находится в северо-восточной части Тверской области на расстоянии приблизительно 3 км по прямой на запад от районного центра поселка Максатиха.

## История
Деревня была отмечена еще на карте Менде (состояние местности на 1848 год). В 1859 году здесь (тогда деревня Вышневолоцкого уезда Тверской губернии) было учтено 13 дворов, в 1940 — 34. До 2014 года входила в Ручковское сельское поселение до его упразднения.

## Население
Численность населения: 96 человек (1859 год), 41 (русские 100 %) в 2002 году, 27 в 2010.